# Berlin (Matschinsky-Denninghoff)
Berlin è il nome di una scultura realizzata nel 1987 da Brigitte Matschinsky-Denninghoff e Martin Matschinsky e posta nel parterre centrale della Tauentzienstraße nella città di Berlino.
Essa fu eretta in occasione dell'iniziativa "Boulevard delle sculture" patrocinata dall'amministrazione cittadina in occasione del 750º anniversario della fondazione della città.
La scultura è costituita da tubi in acciaio al nichel-cromo intrecciati e spezzati, e rappresenta le due metà di Berlino – allora divisa dal Muro – contemporaneamente unite e separate.
La scultura ha come sfondo prospettico la Gedächtniskirche, uno dei monumenti architettonici più noti della città.